# Arnica sachalinensis
Arnica sachalinensis là một loài thực vật có hoa trong họ Cúc. Loài này được (Regel) A.Gray mô tả khoa học đầu tiên năm 1883.